# 글렌피넌 고가교

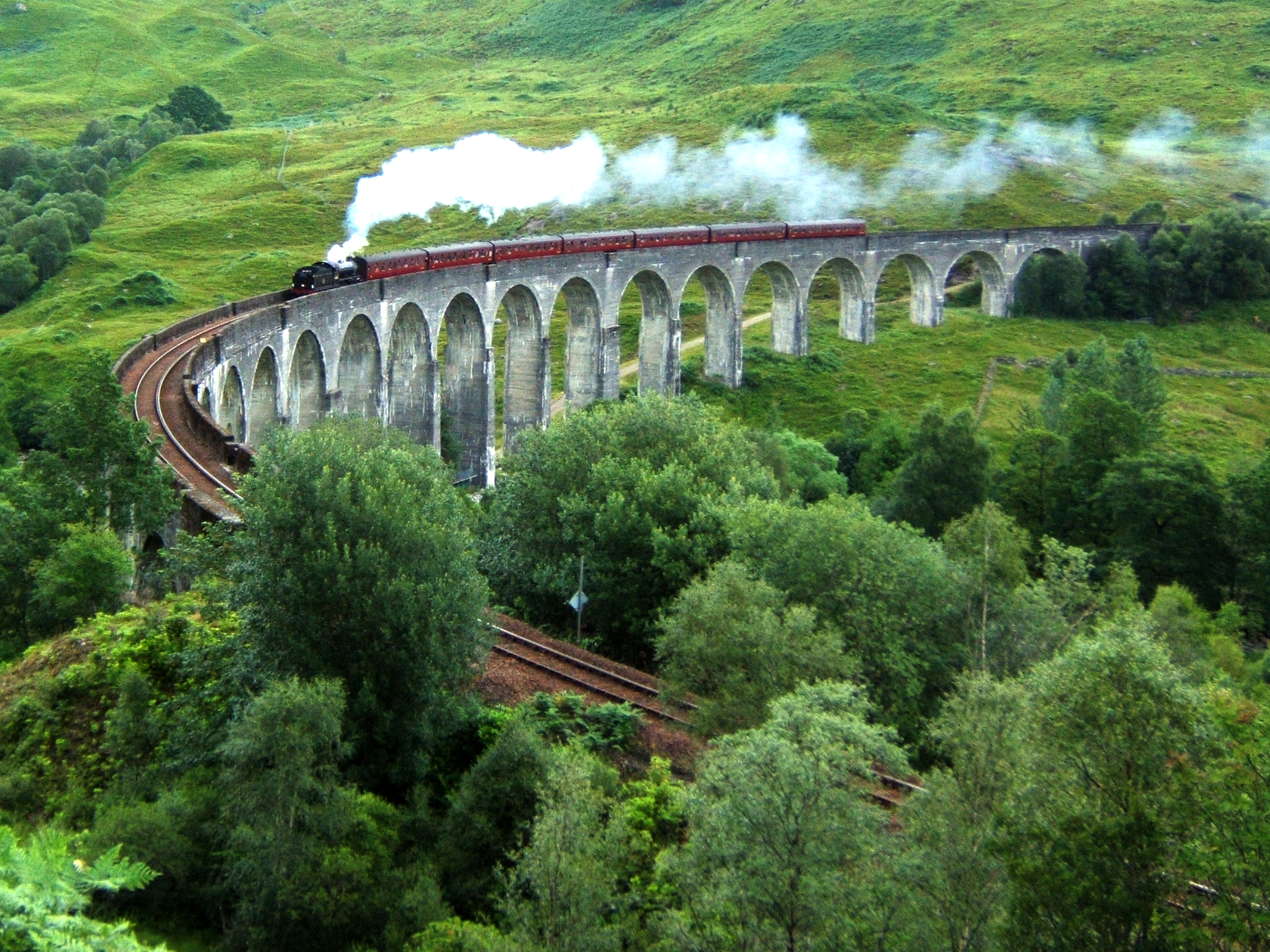
글렌피넌 고가교

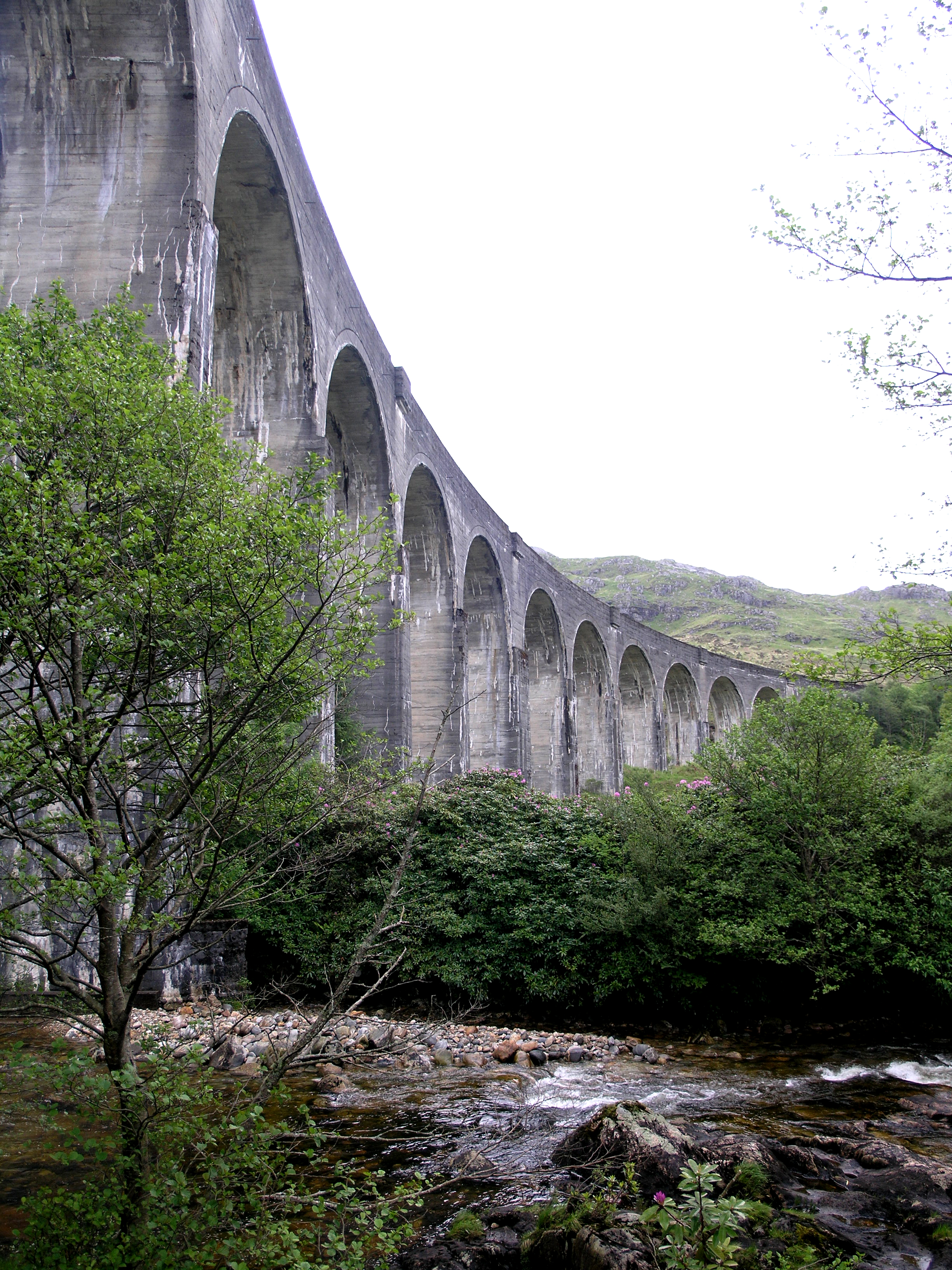
밑에서 올려다본 고가교

글렌피넌 고가교 (Glenfinnan Viaduct)은 스코틀랜드, 하이랜드, 로카버, 글렌피넌에 있는 웨스트 하이랜드 철로상에 철도 고가교이다. 1897년과 1901년 사이에 지어졌다. 스코틀랜드의 서 하이랜드에 있는 쉬엘 호수 상부에 위치한, 그 고가교는 글렌피넌 기념비와 쉬엘 호수의 물을 내려다본다.

## 건설
21개 아치의 고가교는 그것이 로버트 맥알판인 경에 의해 세워졌을 때 보강하는 것없이 콘크리트를 사용하는 가장 큰 토목 공사 중 하나였다.
이야기에 따르면, 건설하는 동안 짐마차와 운전자가 그들이 그들의 짐을 쏟는 동안 교각의 하나로 떨어졌을 때 죽임을 당했고 그 콘크리트 속에 묻혔다고 한다. 최근 연구는 그 사고가 아리사익 (Arisaig) 근처에서 더 나아가서 아래 쪽의, 록 남 우암 고가교 (Loch Nam Uamh Viaduct)에서 발생했다는 사실을 보여준 상태이며, 기관사는 생존했다.. 기념 명판이 최후의 고가교와 글레피넌역 박물관에 있다.

## 철도 운행
웨스트 하이랜드 선은 포트 윌리엄과 말레이그를 연결하며, 일반적으로 지역 어업 산업과 하이랜드 경제를 위한 아주 중요한 혈관이었으며, 1800년대 하이랜드 정돈 (Highland Clearances)후 경제적으로 고통을 겪었다.
승객용 열차가 사용하는 그 선은 글래스고 퀸스트리트와 말레이그 사이를 스코트레일이 대개 디젤 동력분산식 열차로 운행했었다. 추가적으로 여름에 전통의 제이코바이트 증기열차가 그 선을 따라 운행한다. 그 지역에 있어 인기있는 관광 이벤트이며, 그 고가교는 그 선의 주요한 매력 중 하나이다.

### 대중 문화
글렌피넌 고가교는 샬롯트 그레이, 텔레비전 드라마 계곡의 왕 (Monarch of the Glen), 그 고가교를 가로지르는 호그와츠 익스프레스를 빙 둘러싸고 현실의 경로가 전개되는 가장 유명한 해리포터와 비밀의 방을 포함하는 몇 개의 영화와 텔레비전 연속극에 있어 촬영지로서 이용되고 있다.
두개의 다음 해리 포터 영화, 해리 포터와 아즈카반의 죄수와 해리 포터와 불의 잔에 있어 그곳의 출현은
그 영화 시리즈와 더불어 고가교의 연상을 확고하게 했다.

### 스코틀랜드의 지폐
글렌피넌 고가교는 스코틀랜드의 지폐에서 특색을 이룬다. 스코틀랜드 은행이 발행한 2007년 지폐 시리즈는 스코틀랜드 공학의 예로서 스코틀랜드에 있는 다른 다리들을 묘사하며 10 £는 글렌피넌 고가교를 그린다.